# Professor de esqui

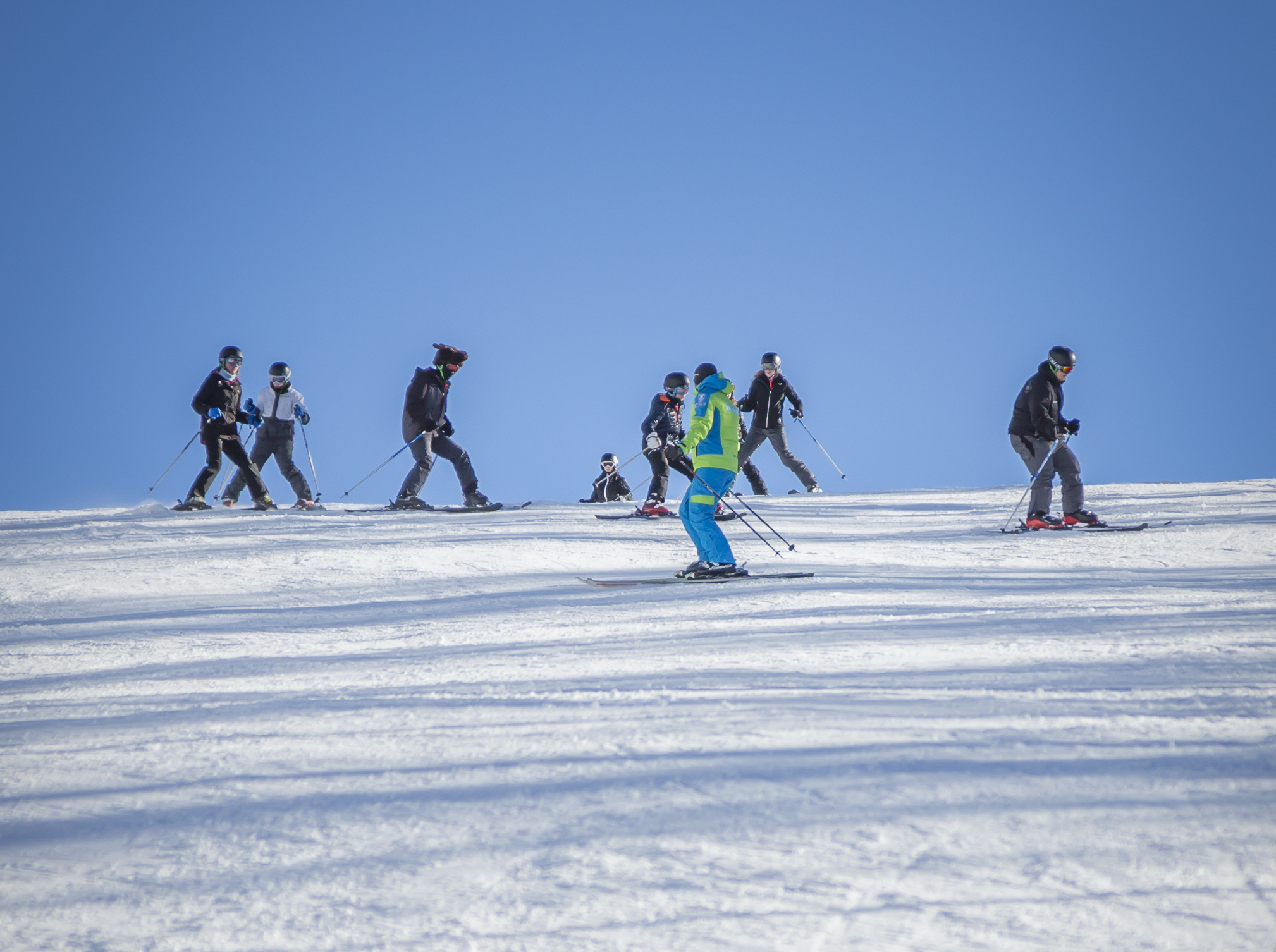
Instrutor de ski e estudantes

Professor de esqui, ou monitor de esqui como por vezes também é chamado, é uma profissão sazonal destinada a ensinar os principiantes ou melhorar a técnica do esqui aos praticantes dos diferentes desportos de inverno.

## História
Começou por ser uma profissão sazonal exercida pelos agricultores de montanha para fazerem algum dinheiro durante o período invernal, mas hoje em dia o título de monitor de esqui só é dado depois da passagem de uma série de exames muito exigentes que compreendem as técnicas próprias a diferentes desportos de inverno, a cursos de segurança e reanimação - para poderem prestar os primeiros socorros aos alunos ou a qualquer esquiador - e a poderem exprimir-se mesmo que rudimentarmente numa outra língua.
Em frança o Moniteur de ski é um educador desportivo titular de um "Brevet d'État d'éducateur sportif (BEES)", ou seja um diploma de capacidade desportiva do estado francês dado pelo Escola nacional dos desportos de montanha cuja sede está instalada em Chamonix-Mont-Blanc e fornece três títulos segundo a especialização;  guia de alta montanha, professor de esqui, e pisteiro-socorrista.

## Escolas
Em geral os professores de esqui são independentes como é o caso o caso geral na França e no Canadá, mas há estações de esqui que empregam os seus próprios professores como é corrente da Suíça e dos EUA.
A título de exemplo podem nomear-se a Escola do esqui francês (ESF) e a Escola de esqui internacional (ESI),